# 310-та бронетанкова бригада (Ємен)
310-та бронетанкова бригада (араб. اللواء 310 مدرع) — підрозділ єменської армії під командуванням Хаміда аль-Кулейбі. Частину було знищено хуситами в битві за Амран
в липні 2014 року під час Шиїтського заколоту в Ємені. Підрозділ було переформовано в 9-ту бронетанкову бригаду.